# Шънгърлау
Шънгърлау (Чънгърлау, Утва) (на казахски: Шыңғырлау; на руски: Утва) е река протичаща по североизточната част на Западноказахстанска област, ляв приток на Урал. Дължина 290 km. Площ на водосборния басейн 6940 km².
Река Шънгърлау води началото си от северната част на Подуралското плато, на 257 m н.в., на 8 km северно от село Отрадное в Западноказахстанска област, близо до границата с Русия. В най-горното си течение тече в югозападна посока, а след село Лубенка завива на северозапад и запазва това направление до устието си. Влива се отляво в река Урал, на 45 m н.в., на 2 km северно от село Данилякол. През лятото на отделни участъци пресъхва, като вода остава в отделни по-дълбоки сектори от коритото ѝ. Основни притоци: Шанде, Кармамбай, Караганда, Улъсай, Караоба (леви); Акбулак (десен). Има предимно снежно подхранване с ясно изразено пролетно пълноводие. Среден годишен отток в долното течение, при село Григоревка 3,8 m³/sec, максимален 227 m³/sec, минимален 0,19 m³/sec. Замръзва през ноември, а се размразява в средата на април. Част от водите ѝ се използват за напояване и водоснабдяване. По течението ѝ са разположени около 20 малки населени места.